# Carta Constitucional portuguesa de 1826

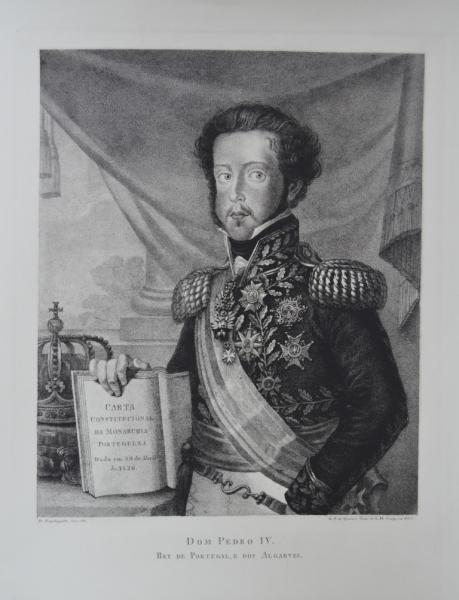
Pedro IV de Portugal com a Constituição de 1826.

A Carta Constitucional da Monarquia Portuguesa de 1826 foi a segunda constituição portuguesa. Teve o nome de carta constitucional por ter sido outorgada pelo rei D. Pedro IV e não redigida e votada por cortes constituintes eleitas pela nação, tal como sucedera com a constituição de 1822. Foi a constituição portuguesa que esteve mais tempo em vigor, tendo sofrido, ao longo dos seus 72 anos de vigência, 4 revisões constitucionais, designadas por Atos Adicionais. Esta Carta Constitucional esteve em vigor durante 3 períodos distintos:

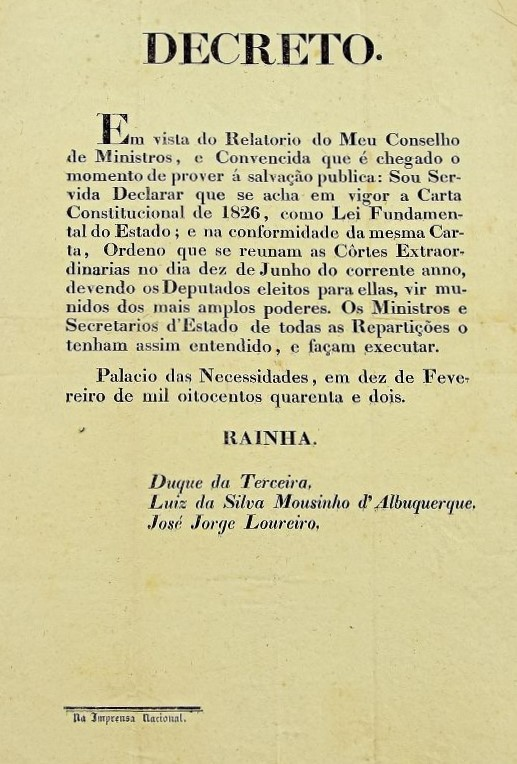
Decreto Real de 10 de fevereiro de 1842 revalidando a Carta de 1826.

- O primeiro foi desde abril de 1826 (outorga da Carta) até maio de 1828 (D. Miguel é aclamado rei absolutista);
- O segundo período decorreu desde agosto de 1834 (D. Miguel foi expulso de Portugal e foi restaurada a monarquia constitucional) até setembro de 1836 (Revolução Setembrista com a restauração provisória da constituição de 1822);
- O terceiro e último período decorreu desde janeiro de 1842 (golpe de estado de Costa Cabral) até outubro de 1910 (implantação da República).

## Precedentes

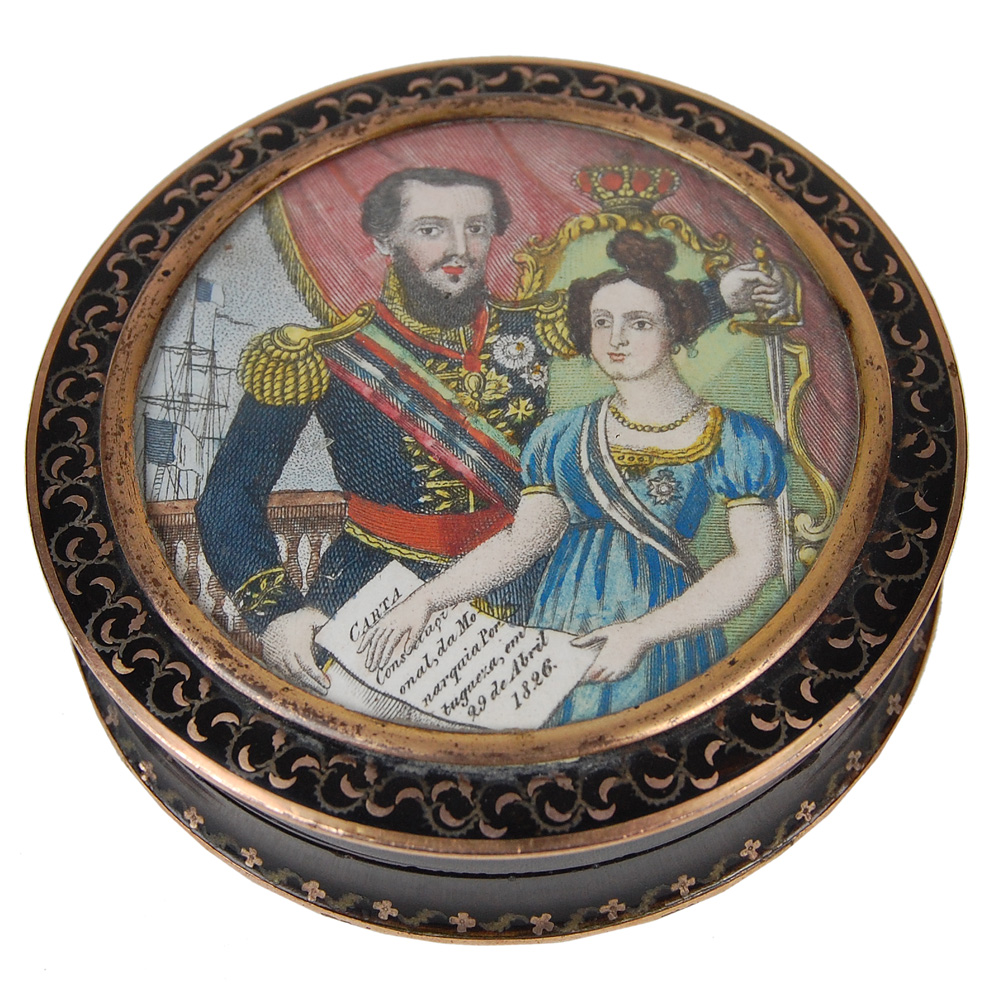
Estampa de Pedro IV e Maria II com a Constituição de 1826.

Durante o curto reinado de sete dias de D. Pedro IV (26 de Abril a 2 de Maio de 1826), o imperador brasileiro viria a tomar duas medidas de grande alcance político — a outorga de uma nova constituição (em 29 de Abril de 1826), muito menos radical que a constituição de 1822, que tinha sido elaborada pelos representantes da nação e imposta ao rei, mantendo, embora, os princípios fundamentais do Liberalismo (procurando dessa forma sanear os diferendos políticos entre liberais e absolutistas), e a decisão de abdicar dos seus direitos ao trono em sua filha D. Maria da Glória (no dia 2 de Maio, que data o final do seu reinado).
A regência portuguesa, confiada desde a morte de D. João VI a D. Isabel Maria, irmã de D. Pedro, que logo se encarregou de proceder à eleição de Cortes, que de imediato juraram o novo texto constitucional.

## Influências e objetivos
Redigida por D. Pedro IV no Brasil, teve a influência em muitos aspectos não só da constituição brasileira de 1824, como também da carta constitucional francesa de 1814 e, naturalmente, do texto predecessor português de 1822.
Contudo, a carta era muito mais moderada que a constituição vintista em certos aspectos, pois D. Pedro IV considerava o excessivo radicalismo do texto de 1822 como um mal que contribuía para a desunião da sociedade portuguesa. Assim, pela sua natureza moderada, a carta representava um compromisso entre os liberais defensores da constituição de 1822 e os absolutistas partidários do retorno a um regime autocrático, tendo por objectivo, precisamente, unir todos os Portugueses em torno da mesma.
Esta medida de D. Pedro IV não teve o efeito desejado e, em vez de unir, apenas contribuiu para dividir liberais e absolutistas e, mais tarde, após o triunfo definitivo do liberalismo, dividir os defensores da constituição de 1822 e os da carta de 1826.

## Características do texto constitucional

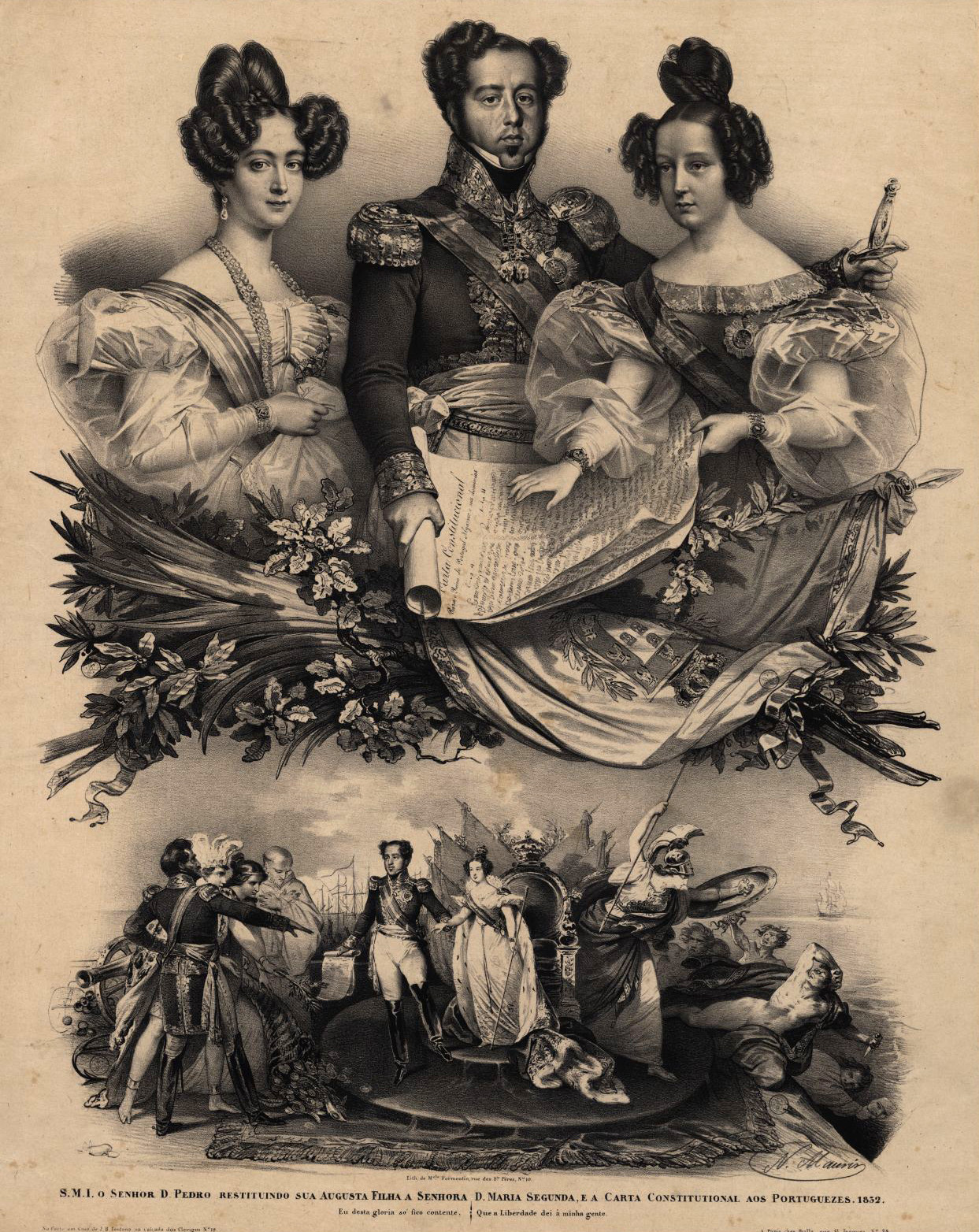
A família real portuguesa: D. Amélia Augusta, D. Pedro IV e D. Maria da Glória.

Estando organizada em 145 artigos agrupados em 8 títulos, a carta constitucional tinha por princípios básicos os seguintes:
- a soberania passava a residir no Rei e na Nação.
- o Rei passava a deter a supremacia política.
- garantiu-se a existência de uma nobreza hereditária, com as suas regalias mas sem quaisquer privilégios.
- preservava-se o princípio da separação dos poderes.
- os direitos e deveres individuais dos cidadãos, no tocante à liberdade, à segurança individual e à propriedade, já consagrados na constituição de 1822, foram mantidos praticamente inalterados (embora, ao contrário da grande generalidade das Constituições, fossem relegados para o final do diploma).
- mantinha-se, como forma de governo, a Monarquia Constitucional e Hereditária.
- manteve-se inalterado o princípio da liberdade religiosa. Apesar de, de novo, se ter definido a religião Católica como religião de Estado, todas as outras religiões eram permitidas aos estrangeiros com seu culto doméstico, ou particular, em casas para isso destinadas, sem forma alguma exterior de templo.

A Carta reconhecia a existência de quatro poderes políticos: o legislativo, o executivo, o moderador (uma novidade, com a função de velar pelo equilíbrio entre os demais poderes), e o judicial.
O poder legislativo cabia às Cortes, sendo as suas medidas sancionadas pelo Rei. De acordo com a orgânica da Carta Constitucional, as Cortes eram um parlamento bicameral, sendo formadas pela Câmara dos Deputados (de base eletiva e censitária) e pela Câmara dos Pares (composta por membros vitalícios e hereditários, nomeados pelo Rei (de entre a nobreza e o clero, contando ainda com a presença do príncipe herdeiro e dos infantes) e sem número fixo. As sessões das Cortes podiam agora ser convocadas, adiadas ou suspensas pelo Rei, e este podia também aceitar ou vetar as decisões ali tomadas.
O poder executivo estava nas mãos do Rei, sendo exercido em conjunto com os ministros de Estado, diretamente responsáveis pelos atos do Governo. O Conselho de Estado, que apoiava o Rei nos assuntos graves, era, ao contrário do que sucedia com a Constituição de 1822, de nomeação régia.
O poder moderador era da exclusiva competência do Rei, enquanto chefe supremo da Nação, para que este velasse pela Independência da mesma, bem como pelo equilíbrio e harmonia entre os demais poderes políticos. Enquanto detentor deste poder, competia ao Rei a convocação das Cortes; a nomeação dos Pares do Reino; a dissolução da Câmara dos Deputados; a nomeação e demissão do Governo; a suspensão dos magistrados; a concessão de amnistias e perdões; o veto definitivo sobre as decisões emanadas das Cortes.
Por fim, o poder judicial competia aos jurados e juízes, que o exerciam nos Tribunais.
Segundo o estabelecido na Carta, o sufrágio era indireto e censitário, ou seja, a massa de cidadãos ativos elegia em assembleias paroquiais os eleitores de província, e estes, por sua vez, elegiam os representantes da Nação, só podendo eleger e ser eleitos os que tivessem um certo rendimento (100 mil réis para os eleitores e 400 mil réis para os deputados). A primeira revisão à Carta Constitucional (o Ato Adicional de 1852), estabeleceu a eleição direta dos Deputados, mas manteve o sufrágio censitário bem como os valores de renda já estabelecidos.